# Hilke Flickenschildt
Hilke Flickenschildt (* 11. September 1951 in Hamburg) ist eine deutsche Schauspielerin, Dialogbuchautorin und Dialogregisseurin.

## Biografie
Hilke Flickenschildt, Tochter des Importkaufmanns Karl-Heinrich Flickenschildt (1910–1987) und der Schauspielerin Ingrid von Bothmer (1918–2003), studierte Schauspiel an der Hochschule für Musik und Theater Hamburg.  Sie war zehn Jahre als Schauspielerin an verschiedenen Bühnen engagiert. Seit 1988 arbeitet sie in der Synchronisation in Hamburg, Potsdam und Berlin. Sie bearbeitet TV-Produktionen und Kinofilme. Flickenschildt lebt in der Lüneburger Heide und in Berlin. Die Schauspielerin Elisabeth Flickenschildt war ihre Tante.

## Filmsynchronisationen (Auswahl)
- 1997 Weihnachtsmann & Co. KG
- 2000 In den Fesseln von Shangri-La
- 2001 Chocolat – Ein kleiner Biss genügt
- 2001 Jalla! Jalla! Wer zu spät kommt …
- 2001 Enigma – Das Geheimnis
- 2002 Cinderella 2 – Träume werden wahr
- 2006 Paris, je t’aime
- 2006–2008 McLeods Töchter
- 2006 Miffo
- 2006 Cinderella – Wahre Liebe siegt
- 2006 Merry Christmas
- 2007 Monsieur Max
- 2009 Crossing Over
- 2009 Die Eleganz der Madame Michel
- 2009 New York, I Love You
- 2009 Die Schachspielerin
- 2009 Der Vorleser
- 2010 Baarìa
- 2010 Nowhere Boy
- 2010 Pippa Lee
- 2010 Small World
- 2010 Das Leuchten der Stille[1]
- 2011 Das kleine Zimmer
- 2011 My Little Princess
- 2011 Blue Valentine
- 2011 Jaffa
- 2011 Downton Abbey[2]
- 2011 Arthur Weihnachtsmann

## Auszeichnungen
- 2002 Deutscher Preis für Synchron in der Kategorie „Herausragendes Synchrondrehbuch“ für Jalla! Jalla!